# Berberis rotundifolia
Berberis rotundifolia är en berberisväxtart som beskrevs av Eduard Friedrich Poeppig och Endl.. Berberis rotundifolia ingår i släktet berberisar, och familjen berberisväxter. Inga underarter finns listade i Catalogue of Life.

## Bildgalleri

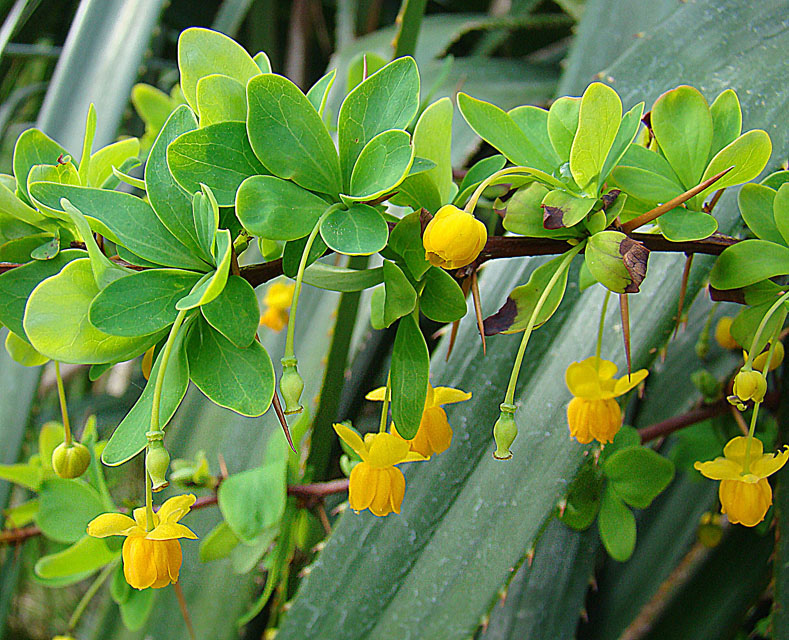
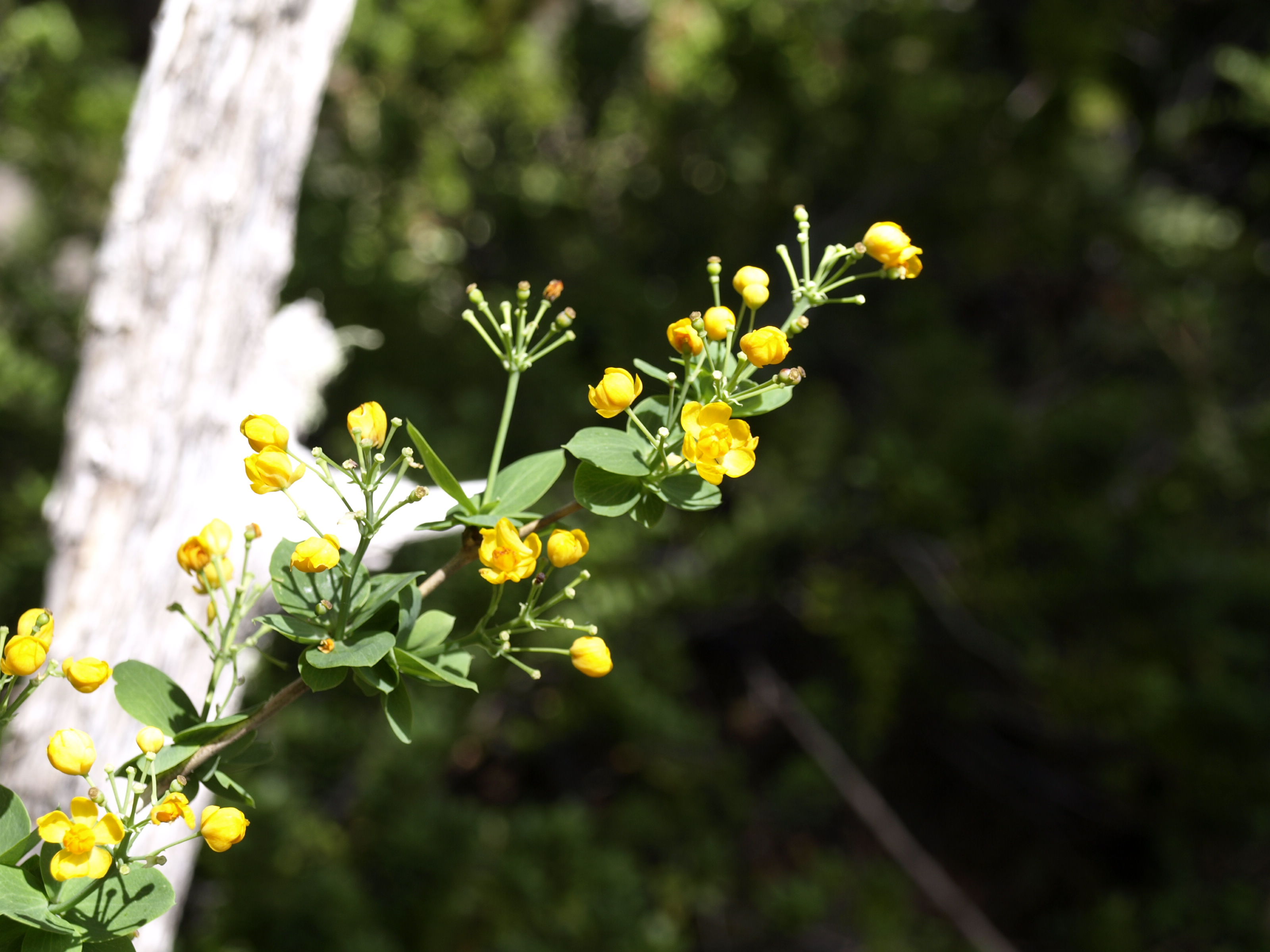